# コペルニクス (音楽ユニット)
コペルニクスは、日本の作曲家、音楽プロデューサー3人による音楽ユニット。
東京都在住の3人組で岩屋弁天蟠龍寺内の文化施設・蟠龍寺スタジオ/ヴェンタインレコード/「弁天しあた」を運営している。

## 略歴
2000年、横浜ベイシェラトン ホテル&タワーズにて「デジタルUFO写真展」（サンリオ主催）を開催したのをきっかけに結成。もともと音楽仲間としてつきあいのあった3人が、写真展でたくさんの子供たちから手紙を貰ったのがきっかけで「何かしなくては」とCDを制作・リリースした。その時に宇宙人側から見た地球人としてふさわしい名前を、とコペルニクスという名前になった。もともとはUFOを発見するのが目的だった。
メンバーは蟠龍寺スタジオを経営するマルチプレイヤーの吉田哲（コペ）、秦スタジオにてFM局ラジオ番組ディレクターを務めてきたギター・ボーカルの木村敦（ルニ）、キャニオン・レコードよりデビューしたシンガーソングライターの児島由美（クス）の3人であり、いずれも作詞・作曲・演奏を行う。吉田と児島は大学時代にポプコンの音楽サークルで先輩・後輩の関係で出逢っており、木村は児島のラジオ番組「児島由美の一口ジョッキー」の担当ディレクターを務めたことが発端で3人が出逢った。
デジタルUFO写真展は1999年より継続してパソコン上で加工した嘘のUFO写真をネット上で発表していたところ、インターネット上のコンタクトで声がかかり展覧会が開催された形となった。その後にこの会はNTT-ITの協賛を得てNTTのホームページから広く知れ渡ることとなったため、最初は加工された作品を公募していたにすぎなかったがやがて本物（？）のUFO写真が全国から集まり出し、最終的には「私が宇宙人だ」という人まで押しかけたためやむなく中止された。その後3人は自らが長くプロの音楽活動をしてきたことを振り返って、自分たちが体験した中でアマチュアとプロの橋渡しになれることがあるだろうというコンセプトの元、自分たちの経験を生かしてインディーズ活動をする若手音楽家たちのプロデュースを開始。しかし当初その知名度は低かったために活動の幅が広がらなかった。特に音楽家の交遊は広く深かったに関わらず、プロデュースをつける体制が日本には浸透しておらずなかなか音楽家に信じてもらえなかったのである。
そんな折、古くから共に音楽制作をしてきた新井満が彼らに自己の音楽についてのプロデュースを依頼、作曲した歌を私家盤で出すようになった。その中で2001年に制作された曲が2006年からの「千の風になって」（秋川雅史）の100万枚ヒットへつながり、本家CDアルバム「千の風になって」（新井満）がコペルニクスの音楽プロデュース及び演奏によりリリースされたことを機にコペルニクスの名前が内外共に広く浸透するところとなり、交流のない人からもプロデュースを依頼されるようになった。
2006年にヤマハで旧知の福島邦子のライブをプロデュースした時、訪れたNHKチーフプロデューサー（現・NHK G-Media）である小島伸夫と意気投合、その後NHK-BS番組の音楽を担当するようになった。番組はいずれも企画色の強い旅番組であり旅の情緒とあいまって番組の中で音楽が大きな比重を占めたため、季節ごとにテーマ曲を変えるコンセプトが重視された。また旅のはじまりと終わりに番組視聴者に報いるためにコペルニクスが音楽仲間に声をかけて生演奏することも度々あった。
同時に映画音楽（劇伴）については個々の活動を基本としていたが、2009年東映人権啓発アニメ「ボクとガク〜あの夏の物語」（上田真一郎監督/山上梨香脚本）にてはじめてコペルニクスそろいぶみで映画の音楽制作をする機会を得た。またコペルニクス名では渋谷「ユーロスペース」で上映された2010年劇場版映画「鉄人28号」（押井守監督/横山光輝原作）音楽制作の作詞でクレジットを連ねている。
コペルニクスの男性2人は音楽仲間のビアンコ洋平を招聘して「パエリア兄弟」としても活動している。児島単独の場合は邦楽名（生田流名取雅号）の「雅月」として活動することがあるがいずれも必ず3人共に演奏している。しかしコペルニクスであってもNHKの鉄道番組に出た時は番組スタッフの要請でThe C-52’s名義で出演している。これは幻の蒸気機関車C52と、敬愛するアメリカのテクノポックグループB-52'sのもじりである。
2011年にはNHK番組の映像スタッフからの要請を受け、自らのプロデュースする歌手に声をかけて復興支援ソング「あした日和」を発表。また川崎けい子監督のアフガン映画へのオマージュ「悲しみのシアター」を制作・映画と共に上映。2012年、かつて吉田がピアノで参加していた山木康世と再会、新しい2枚のCD制作と共にコンサートツアーのサポートを行なった。
2013年11月1日、制作に携わった上智大学記念歌「神様のシンフォニー」にて天皇・皇后の謁見に出向いた。3人とも拝謁という初めて体験する式典に特別な感慨を持ちながらも、この時吉田は「手紙をお手渡ししようとしたが止められた」木村は「音源を何のメディアでお聞きになられたか気になる」児島は「皇后陛下は後光が射してらした」と発言している。
2015年には11月14日に訪れた石川県千里浜なぎさドライブウェイにて、UFOに遭遇したらしいとYouTube動画にて発言した。2016年6月24日より函館ツアーを敢行、アイヌ民族との融合をはかった『イランカラプテ』（プは促音として小文字表記）を制作、内閣府イメージソングとして函館アイヌ協会へCDを納品した。この時地元の人から倉本聰『北の国から』に出てくる『北海道八雲町』方面のUFO遭遇を聞いて期待するも発見出来なかったと発言している。
2018年、音楽家の活動の場を守るべくLIVEルーム『弁天しあた』をオープンした。
2024年、劇団「ヤミツキ」を立ち上げる。

## ディスコグラフィー

### 音楽プロデュースCD
- 田口ユリ
  - 「YURI_SEASON」（2000年）
  - 「Little Yuri Pop #1」（2004年）
  - 「YOURISM Accessory」（2012年）
- Ladies of Ventain
  - 「Ladies of Ventain」（2000年）
  - 「Ladies of Ventain East」（2003年）
- LENS「LENS GUELLIRA」（2000年）
- Taku Ikedow「The best of TAKU IKEDOW」
- KANAN
  - 「MU*JURYOKU」（2001年）
  - 「Timing」（2009年）
- コペルニクス「Present for U・F・O」（2001年）
- 目黒地震「ぶらっと旅」（2001年）
- 雅月「W blossom」（2001年）
- MIKIKO A-LA-MATA「Will 22 book」（2001年）
- MingMing「GO STOP 21 REMIX」（2001年）
- カブチコ「港のはじで夕食を」（2003年）
- 真形テルコ
  - 「SAY ODYSSEY」（2003年）
  - 「POST ODYSSEY」（2009年）
  - 「DIS＊CORD」（2012年）
- 早苗ネネ（じゅん&ネネ）「WAKA〜花のいろは」（2004年）
- NHK『列島縦断 鉄道乗りつくしの旅〜JR20000km全線走破〜』
  - 「空のコトバ」（福島邦子）（2005年）
  - 「旅のうた」（関口知宏&福島邦子）（2005年）
- 福島邦子「クラシックス」（2006年）「WEEK」（2008年）
- 菊池常利「/cloudy」（2002年）「Dear Walker」（2006年）
- 新井満「千の風になって」（2007年）
- NHK街道てくてく旅
  - サウンドトラック（2007年）
  - 四国八十八か所を行く（2008年）
  - 山陽道編（2009年）
- SAGA 「冥王星への旅」
- Radio baroque Quartet「Radio baroque」（2008年）
- 田中景子「ヴィオラ日和」（2009年）
- パエリア兄弟「あの娘はマーマレイド」（2009年）
- ミドリーヌ・パステル「ビバ!ミドリーヌ」（2009年）
- MAGATA A-LA-MATA「＃１」（2010年）
- The Jonettes「Jonettes better」（2010年）
- 菊池常利&真形テルコwithヴェンタイン系アーティスト一同「あした日和」（2011年）（東日本大震災復興支援ソング/宮城県名取市なとらじ公式テーマソング）
- MASAYA「Ocean's Eight」（2012年）
- LA-LA Deux「Dear! LA-LA DEUX」（2013年・デビューアルバムの復刻CD）
- 松浦ミドリネコ「ミドリネコ・アンサンブル」（2013年）
- 真形テルコ「Teruko Premium」（2013年）
- 田口ユリ「Yuri Premium」（2013年）
- 菊池常利「RE:MIND」（2013年）
- Peace Peace Chiko「四季」（2014年）
- 松浦ミドリネコ「東京キーボード」（2014年）
- エコツミ「PanDora〜パンドラの誓いの下に」（2015年）
- アトリエ・イサナ「KUJILAX」（2015年）
- 森田学『From Us to You』（2016年）『A LIFE with ARIKA』（2018年）
- 石井タカシ『セカンド タイム』（2016年）
- 新井満/秋辺デボ『イランカラプテ』（2016年）（内閣府イメージソング）
- アトリエ・イサナ「8¾」（2016年）
- コペルニ＠クス
  - 「放課後は宇宙へゆこう」（2017年）
  - 「にこいちアイドル工場」（2018年）
- The SSY「フォーエバー モルディブ ブルー」（2018年）
- KAF「Gangaliture Soul」（2019年）
- カゼマチバンド「MEET THE KAZEMACHI」（2020年）「カゼマチバンドがやってくる」（2024年）
- 雅月「Many」「More」（2020年）
- KAF「KAF3」（2020年）
- 菊池常利「ツネバラ」（2020年）
- 笠野龍男「カン・カラ・カラ」（2022年）
- 森田学「モガナリステイション春編」（2022年）
- LENS「LENS plus」（2022年）
- 真真（二胡）「Asian Style 〜 無為自然」(2022年）
- 貝殻倶楽部「いいんだよ」（2023年）
- 那知南「青空～そら～」（2023年）

## ventain records 名義作品
- KING『いるかの記憶』（1994年/2015年）
- 加藤文生「くじらのアダージョ」（2000年）
- 柳家小ゑん
  - 「見上げてごらん夜の星空」（2000年）
  - 「千一夜Vol.1」（2009年）
  - 「千一夜Vol.2」（2010年）
  - 「千一夜Vol.3」（2011年）
  - 「千一夜Vol.4」「千一夜Vol.5」（2013年）
  - 「千一夜Vol.6」（2014年）
  - 「千一夜Vol.7」「本田宗一郎物語」（2015年）
  - 「千一夜Vol.8」「千一夜Vol.9」（2017年）
  - 「千一夜Vol.10」「千一夜Vol.11」（2018年）
  - 「千一夜Vol.12」（2019年）
  - 「千一夜Vol.13」（2022年）
- アトリエ・イサナ
  - 「Collage for Childhood」（2001年）
  - 「たゆとおて」（2005年）
  - 「イサナの壷」（公式海賊盤）
  - 「Kujilax」（ベスト）（2015年）
  - 「8¾」
- くじら軸「奇妙なくらい月の大きな夜」（2002年）
- 石川真理子
  - 「Let It Be」（2002年）
  - 「逆光」（2005年）
  - 「スモールバード」（2012年）
- レンブランサ
  - 「Lembranca」（2004年）
  - 「BARCA」（2006年）
- 岡田修
  - 「空へ」「回帰」（2004年）
  - 「さかた幻燈記」（2008年）
  - 「梯」（2013年）
- 朝野純「SOFTLY」（2005年）
- 松井イチローとJYOSAMP「Look at me」（2006年）
- 松井イチローとLA NOCHE 「YOKOHAMA LIVE」（2007年、2018年）
- TAKESHI the rendez-vous
  - 「愛のコンディション」「カップリング」（2006年）
  - 「ふられた気持ち」（2015年）
- 鶴屋管弦楽団「鳴り物入り」（2007年）
- 大道芸人ぶしつけ本番
  - 「大道芸人」（2008年）
  - 「黒猫チャロ」（2009年）
- MAKI「Faraway」（2008年）
- Malo Marzo
  - 「俺のフランスパン」（2009年）
  - 「Rosy Pink」（2010年）
  - 「how's it going,Samantha」（2011年）
  - 「with Smiles」（2012年）
- 早川由紀子トリオ「Gallery」（2009年）
- Watch Tower「Four」（2009年）
- ホンキーノート「赤いワインと白いサギ」（2011年）
- タカシ＆ユリボー「ミッドナイト六本木」（2012年）
- I'm Home+
  - 「手をつなごう！」（2013年）
  - 「風を観る人」（2016年）
- TAKU IKEDOW「紫陽花革命のバラード」（2013年）
- fixsodia「LEVEL CROSSING」（2014年）
- 児島由美「あの日きいたからくり時計」（2017年）「どこかできいたからくり時計」（2021年）
- 阿南京子「行きあたりバッタリ」（2017年）
- キラーマッドチェイサー「killer mad chaser」きりーくレーベル
- co-bath「co-bath」きりーくレーベル
- ハニーフラッシュ「鷹の爪」「メクラマシ閃光」きりーくレーベル
- きりーく「きりーく」オムニバス(1)、(2)
- ペブルス「Love is a given」（2015年）
- 池間史規『春はくるから』（2016年）Qレーベル
- Leroy『No Country』（2016年）きりーくレーベル
- The eternity SoundScape「eternity」（2018年）
- 小泉まさみ
  - 「機械のマゴコロ」（2018年）
  - 「機械のエゴコロ」（2019年）
- 岡田修
  - 「小さなアルバム」（2018年）
  - 「始まり」（2022年）
- 山口ひとみ
  - 「川内川あらし」（2020年）
  - 「オリーブの涙」（2022年）
- 木村玉緒＆石渡雅裕「IT」（2020年）VANNOTEレーベル
- 柳家小ゑん＆橘家文蔵
  - 「千早DUO」（2022年）
  - 「寝床DUO」（2023年）

## 参加CD
- 新井満
  - 「千の風になって〜スペシャル盤」（トリビュートアルバム）
  - 「千の風になって〜メモリアル盤」（トリビュートアルバム）
  - 「青春とは」
  - 「万葉恋歌」
  - 「風神」「雷神」ベスト盤
  - 「秋萩の花咲く頃〜良寛と貞心尼の恋歌」（2011年）
  - 「楽しみは〜橘曙覧」（2012年）
  - 「石鎚山」（2018年）
- 新井満&俵万智「プーさんの鼻のララバイ」
- 阿南京子「四季さ!四季さ!四季さ!」（2011年）
- 山木康世
  - 「ウスバカゲロウ」（2012）
  - 「八面六臂」(DISK1)（2014）

## 音楽制作
- NHKラジオ深夜便のうた「故郷の山に向ひて」編曲
- NHK「新BSディベート」テーマ曲　挿入曲　エンドテーマ曲
- NHK「街道てくてく旅～四国・琴平→松山200km～」テーマ曲「START」（2005年11月14日〜11月26日）
- NHK「街道てくてく旅〜東海道五十三次」（2006年4月3日〜6月16日）
- NHK「街道てくてく旅〜奥の細道編」（2006年7月3日〜7月8日）
- NHK「街道てくてく旅〜中山道編」（2006年9月18日〜12月1日）
- NHK「街道てくてく旅〜甲州街道編」（2007年4月23日〜5月25日）
- NHK「街道てくてく旅〜日光街道奥州街道編」（2007年9月24日〜11月23日）
- NHK「街道てくてく旅〜四国八十八か所を行く」（2008年春編3月20日〜6月6日/秋編8月25日〜10月24日）
- NHK「街道てくてく旅〜山陽道編」（2009年春編5月11日〜7月3日/秋編9月28日〜11月13日）〜以上各編ごとにテーマ曲BGM等が異なる
- NHK-BS&総合 「昭和のSL映像館」〜NHKアーカイブスから〜（不定期/総集編2008年5月）
- NHK「にっぽん木造駅舎の旅」テーマ曲「待合室」エンドテーマ「始発駅」作曲：吉田哲　演奏：田中景子& The C-52's　客演：芝埼紘生
- NHKワールドTV、NHK-BS「Japan Railway Journal」（2015年3月8日 - 2019年進行中　The C-52's名義）

（以上 各番組テーマ曲エンディング曲BGM、挿入歌）
- 人権啓発アニメ『光刺す空へ』（上田真一郎監督作品/東映(株)）（2016年文部科学賞選定）
- 『住友重機』コンベンションPR動画音楽

## 主なTV出演・演奏
- NHK総合「クローズアップ現代」〜千の風によせる想い（演奏）
- NHK-BS&総合 夢のSL記念館（2007年5月3日）
- NHK街道てくてく旅「東海道編〜五街道ファイナル」菊池常利の伴奏（公開生放映）（2007年11月24日）
- NHK総合「SONGS」〜新井満&俵万智（伴奏）（2007年12月5日）
- NHK-BS「渋谷DEど〜も」歌と演奏（公開生放映）（2008年5月3日）
- NHK-総合「エコ2008地球」歌と演奏（公開生放映）（2008年5月3日）
- TBS「NEWS23」〜金曜解放区〜新井満（伴奏）（2008年6月20日）
- NHK街道てくてく旅「四国八十八か所を行く」テーマ歌と演奏（公開生放映）（2008年10月24日）
- テレビ朝日「ワイド！スクランブル」〜山本晋也の人間一滴〜（出演）
- NHK街道てくてく旅「山陽道編」真形テルコの伴奏（公開生放映）（2009年5月2日）
- MX-TV「Tokyo Boy」（パエリア兄弟）
- NHK-BS「特集にっぽん木造駅舎の旅」〜ふるさとの駅に思いを寄せて〜大井川鐵道（2009年8月15日）The C-52's名義
- NHK-BS&ワンセグ「鉄道の日」特集「鉄道フェスティバル」日比谷野外小音楽堂（2009年10月10日）The C-52's名義
- NHK-BS1「Japan Railway Journal」（2015年4月18日）
- NHK WORLD、NHK-BS1「Japan Railway Journal」（2017年 The C-52's 各エキストラ）
- NHK WORLD、NHK-BS1「Japan Railway Journal」（2018年7月20日 箱根小田急ロマンスカー）
- NHK WORLD、NHK-BS1「Japan Railway Journal」（2019年5月22日 大阪阪堺電車）
- NHK WORLD、NHK-BS1「Japan Railway Journal」（2022年10月6日 尾瀬）

## DVD
- 「シネマシンフォニー」（ポニーキャニオン）（コペルニクス・クレジット表記）
- 「鉄人28号」（ポニーキャニオン）（コペルニクス・クレジット表記）
- 「ボクとガク〜ある夏のものがたり」（北九州市/東映(株)）（2010年教育映像祭優秀作品賞受賞/人権啓発・法務大臣表彰最優秀賞）
- 「探梅」（北九州市/東映）（平成23年度文部科学省選定/2011年教育映像祭優秀作品賞）
- 「悲しみのシアター」（歌：真形テルコ）（アフガン映画「ヤカオランの春」予告編併映）

## ライヴ出演・プロデュース
- Ladies of Ventain vol.1 謝恩LIVE （2000年4月17日）渋谷テイクオフ7
- Ladies of Ventain vol.2 謝恩LIVE（2000年11月15日）渋谷テイクオフ7
- KANAN solo LIVE（2000年12月27日）渋谷テイクオフ7
- Ladies of Ventain vol.3 PV発売記念LIVE（SONY次世代映像）（2002年8月3日）代官山クラシックス
- 「神無月～月を呼ぶ男達」菊池常利&井上ともやすLIVE（2002年10月25日）代官山クラシックス
- ヴェンタイン春祭り 2Days（2003年4月5日〜6日）渋谷テイクオフ7
- ヴェンタイン夏祭り 2Days（2003年8月10日〜11日）代官山クラシックス
- ヴェンタイン年忘れLIVE（2003年12月26日）代官山クラシックス
- レセプションLIVE〜福島邦子&真形テルコ（2004年10月7日）公園通りクラシックス
- ヴェンタイン年忘れLIVE（2004年12月26日）公園通りクラシックス
- CLASSICS LIVE〜福島邦子（2005年3月18日）公園通りクラシックス
- レンブラ・イサナLIVE（2005年7月22日）公園通りクラシックス
- JAPAN ART FESTIVAL （2005年10月7日）（沼津市/福島邦子沼津燦々大使時に鵜飼豪とバック演奏）
- 大田区上池台障害者センター文化祭（2005年10月23日）
- 大田区上池台障害者センター文化祭（2005年10月30日）
- 旅の報告LIVE〜福島邦子（2006年4月5日）中目黒楽屋
- 菊池常利『てくてくLIVE』（2006年4月5日）渋谷テイクオフ7
- 秋にもの想ふクニコ（2006年9月19日）中目黒楽屋
- 大越康子 Special night（2006年11月7日&12月25日）代官山CANDY
- てくてくファイナルLIVE（2006年12月1日）北青山Z・IMAGINE
- 冥王星追悼集会〜SAGA（2007年1月25日）北青山Z・IMAGINE
- 鶴屋管弦楽団演奏会（2007年3月15日）北青山Z・IMAGINE
- 福島邦子LIVE（2007年3月20日）北青山Z・IMAGINE
- 大倉chieko個展 LIVE〜SAGA&福島邦子（2007年8月11日）渋谷ギャラリー ル・デコ
- てくてく文化祭（2007年9月7日）北青山Z・IMAGINE
- シネマシンフォニー（2007年11月4日）川井憲次リサイタル・横浜パシフィコ国立大ホール（ゲスト出演）
- てくてくファイナルLIVE（2007年11月24日）渋谷wested time
- 福島邦子WEEKレコ発ライヴ（2008年2月19日）北青山Z・IMAGINE
- 鶴屋管弦楽団演奏会（2008年3月15日）北青山Z・IMAGINE
- 内田輝弦楽四重奏団（2008年5月17日）北青山Z・IMAGINE
- 内田輝弦楽四重奏団「日本コラージュ」（2008年7月12日）銀座ギャラリーK（映像）
- 旅の音2009（2009年12月9日）渋谷公園通りクラシックス
- 「男の談話室 LIVE」（2011年12月22日）渋谷公園通りクラシックス
- Malo Marzo レコ発ライヴ（2011年8月22日）北青山Z・IMAGINE
- 田口ユリ＆真形テルコ・レコ発ライヴ（2012年4月29日）北青山Z・IMAGINE
- 山木康世Live Library2012 (2012年7月14日)東京倶楽部ゲスト
- MASAYAレコ発ライヴ（2012年7月21日）渋谷公園通りクラシックス
- 「夏フェス女子会」（2012年8月18日）北青山Z・IMAGINE
- 山木康世Live Library2012 （2012年9月15日）エッグマン east
- 山木康世「ウスバカゲロウ」発売記念コンサート（2012年10月6日）労音会館R'sアートコート
- 阿南京子朗読会「行きあたりバッタリ」（2012年10月27日、12月9日）北青山Z・IMAGINE
- 「ヴェンタインレコード大賞・冬フェス」（2012年12月26日）渋谷公園通りクラシックス
- 山木康世Live Library2013（2013年1月14日）南青山MANDARA
- 山木康世「ウスバカゲロウ」発売記念コンサート（2013年2月2日）横浜相鉄本多劇場
- 阿南京子朗読会「行きあたりバッタリその2」（2013年5月25日/追加公演6月8日）渋谷公園通りクラシックス　ゲスト：松浦ミドリネコ＆内田輝
- 菊池の夏フェス（2013年8月22日）目黒LIVE STATION　出演：菊池常利/Flying.T/松浦ミドリネコ/田口ユリ/コペルニクス
- ヴェンタイン春フェス（2014年4月29日）目黒LIVE STATION　出演：菊池常利/岡田修/田口ユリ/fixsodia/コペルニクス
- 阿南京子朗読会「行きあたりバッタリその3」（2014年5月11日/追加公演6月15日いずれも昼夜2回公演）北青山Z.IMAGINE　ゲスト：岡田修（津軽三味線奏者）
- fixsodiaありがとう＆レコ発LIVEパーティ（2014年12月19日）北青山Z.IMAGINE　ゲスト：Gina/田口ユリ/エコツミ　進行演奏：コペルニクス
- 津軽三味線岡田修30周年記念コンサート（2015年10月11日）原宿クエストホール・ゲスト: コペルニクス (feat.GINA）
- 阿南京子朗読会『行きあたりバッタリその5』（2016年4月9日）北青山Z.IMAGINE　ゲスト：舞歌（オカリナ奏者）
- 森田学レコ発ライヴParty（2016年5月12日） 北青山Z.IMAGINE　ゲスト：タカシ＆ユリボー　登壇：広瀬光治　那須雅之　佐藤豊久
- 石井タカシ『レコ発LIVEパーティ』（2016年10月20日）北青山Z.IMAGINE　ゲスト：池間史規、田口ユリ、森田学、有楽社中
- アトリエ・イサナ『冬のレコ発』LIVE（2016年12月12日）北青山Z.IMAGINE　ゲスト：阿南京子（朗読）
- 『ひろこと仲間たち2016』中野芸能小劇場（森田学＆トロポカアイランダーズ名義でゲスト出演）（2016年12月20日）
- 阿南京子朗読会『行きあたりバッタリその6』（2017年6月10日）青山Z.IMAGINE
- 森田学のモガナリLIVE（2017年5月19日、7月17日公開放送、12月15日16日）
- ヴェンタイン暮フェス（2017年12月26日）児島由美＆The vanryuji/MingMing/石井タカシ/阿南京子/森田学/スリーウェイズサティスファクション/M&m（石川真理子＆みどり）/てるみん/TakuIkedow/田中景子/岡田修/vivian/木下純
- 森田学のモガナリLIVE（2018年3月9日10日2days3公演、7月7日公開放送、11月24日25日2days3公演）
- 津軽三味線岡田修聖地ライヴ（2018年3月31日、11月10日）
- ヴェンタインLIVE（公開撮影会）（2018年4月28日）目黒LIVEステーション

～出演：Walking In Space、タカシ＆ユリボー、田口ユリ、TAKU IKEDOW、石川真理子、KAF、田中景子、二人羽織、Leroy、ビビアン、Putty.co., コペルニクス
- シュージーモトジーROCKの日（2018年6月9日、11月23日）（2019年4月13日、9月7日）（2020年2月29日）
- 魂のギター本島一弥（2018年7月28日）（2019年4月13日）
- Wild Husky show（2018年10月30日）（2019年7月9日、12月3日）
- カゼマチバンド（2018年12月22日）
- ヴェンタイン暮フェス（2018年12月27日）
- 『口笛吹きと犬達』ELENA（口笛）（2019年2月3日）
- 『Song for You』石川真理子（2019年3月4日）目黒LIVEステーション企画
- 『必殺！盆踊りDJナイト』（2019年8月12日）蟠龍寺と共同企画
- 『Song for You』TAROHS（2019年9月27日）目黒LIVEステーション企画
- Marina's Party クラウンホテル金沢（2019年10月6日）
- ヴェンタイン暮フェス（2019年12月22日）
- Vivian Afternoon LIVE（2020年2月1日）復活！（2022年11月13日）Vol.5（2023年6月11日）Vol.6（2023年11月19日）Vol.7（2024年3月31日）
- 木村玉緒＆石渡雅裕・配信LIVE（2020年5月30日、6月21日、7月19日、8月9日、9月20日）
- 笠野龍男CDリリース記念レセプション　ゲスト：レインボーなおちゃん（2022年6月12日）
- KAF「配信LIVE」（2022年8月20日）ゲスト：田口ユリ
- IT「配信LIVE」（2022年7月19日）CDリリース記念レセプション（2022年9月4日）
- カゼマチバンド「カゼマチのクリスマス」（2022年12月11日）
- ヴェンタイン暮フェス（2022年12月28日）
- 木村玉緒『Early Spring Jazz』（2023年3月12日）玉緒KKKユニット（2023年7月9日）
- 森田学モガナリターンズ（2023年4月15日）
- 真真CDリリース記念レセプション（2023年5月13日）
- B2B united DJナイト（TatsuProduce）（2023年6月23日）
- KAF配信LIVE（2023年8月11日）ゲスト：神田雅一
- 佐野篤＆the flowers「いるかの記憶」（2023年8月26日）
- 貝殻倶楽部リリース記念レセプションParty　ゲスト：島敏光（2023年11月11日）
- 第1回わくよん音楽祭（2023年11月23日）
- ヴェンタイン暮フェス（2023年12月29日）
- き・き・き新年会LIVE（2024年1月14日）

## インターネットラジオ
- MUZIE提供 KANANのMELO-POM！Radio
- N-MIX提供 M Revolution
- muse-free提供 KANANとTAKESHIのMUSE A GO-GO
- ECN提供 ECN学園「放課後はこれからだ！」
- ventain records 提供 「Putty.co.,VOX」「WatchTowerの何だっけ⁉」「大人の放送委員会」「CHIKO&YHRの世界征服らじお」「田口ユリのDO NEXT」「男の談話室」「森田学のモガナリ」

## ギャラリー展覧会
- デジタルUFO写真展　（株）サンリオ主催・横浜シェラトンホテル開催（2000年）
- EDOMAE A MODE展〜風友去&嵐丘子（2001年6月1日〜7月3日）
- voice of pieces 〜スティーブン・ブラック展（2002年2月1日〜28日）
- 三上仁写真展「Back to Basic」（2002年11月）
- 名和真「Dr.future展」
- 島敏光「オールディズ・ポスター展」
- bianco code〜ビアンコ洋平展（2006年4月22日〜6月30日）
- デジタルUFO大写真展（2015年12月5日〜28日）
- otokamawan『カメコの惑星展』（2016年7月1日〜8月31日）
- 森田学『モガナリ上映展覧会』（2019年4月29日〜5月1日）
- 菊池常利＆LA LA Deux展（2020年9月1日〜30日）
- 第4回デジタルUFO写真オリンピック（2021年7月23日〜8月8日）
- KING＆midori『いるかの記憶』展（2023年8月25日〜8月31日）

## 雑誌執筆コラム・コンテンツ
- (株)祥伝社パソコンムック〜年賀状7000点（2001年〜2004年）
- (株)日経BP社「楽々MP3ガイド」（2001年）